# Lycaena strephon
Lycaena strephon är en fjärilsart som beskrevs av Jean Baptiste Godart 1823. Lycaena strephon ingår i släktet Lycaena och familjen juvelvingar. Inga underarter finns listade i Catalogue of Life.